# Linia kolejowa 127 Gyoma – Vésztő – Körösnagyharsány
Linia kolejowa Gyoma – Vésztő – Körösnagyharsány – linia kolejowa na Węgrzech. Jest to linia jednotorowa, w całości niezelektryfikowana. Łączy Gyoma z Vésztő i Körösnagyharsány.

## Historia
Linia została 21 marca 1891 roku